# 雷諾王牌
雷諾王牌（英語：Reno Aces）是美國職棒小聯盟的球隊，目前隸屬於亞利桑那響尾蛇的3A體系。球隊主場位於內華達州雷諾的大內華達球場，他們曾在2012年拿下3A總冠軍。

## 球隊歷史

### 起源
球隊的前身是1998年至2008年存在的土桑響尾蛇，後改名為土桑公牛。1998年，大聯盟新增了亞利桑那響尾蛇和坦帕灣魔鬼魚兩支新球隊。舊金山巨人的3A球隊鳳凰城火鳥搬到土桑，並改名為土桑公牛，但1998年就改名為土桑響尾蛇，正式成為響尾蛇的3A球隊。
土桑響尾蛇的戰績在起初相當平庸，但是他們在2006年拿下了聯盟最佳戰績，並順利獲得冠軍。該球隊先後曾在白襪、運動家、遊騎兵、太空人和釀酒人等隊伍旗下做為3A球隊。
土桑公牛後來加入獨立聯盟，並採用其1969年至1997年間在3A的紀錄。土桑響尾蛇的紀錄則被雷諾王牌接手，土桑公牛後來在2011年解散。

### 新世代
雷諾王牌從2009年開始在小聯盟打球，2011年便打進季後賽。2012年，他們成功拿下3A總冠軍。2013年，他們舉辦了3A明星賽。
2022年，新任總教練吉爾·韋拉斯奎茲帶領球隊拿下聯盟冠軍。不過他們在3A總冠軍賽輸給了杜罕公牛。
2023年，他們以24比2大勝舒格蘭太空牛仔。22分的分差刷新了隊史紀錄，24分則是隊史次高單場得分紀錄。他們最後拿下分區冠軍，不過他們在聯盟冠軍賽再度面臨太空牛仔，卻是二連敗遭到淘汰。

## 著名球員
- 崔佛·鮑爾，投手
- 亞契·布萊德利，投手
- 派翠克·柯賓，投手
- 亞當·伊頓，外野手
- 米契·漢尼格，外野手
- 安德·英希亞提，外野手
- 傑克·蘭布，三壘手
- 韋德·麥利，投手
- 克里斯·歐文斯（英语：Chris Owings），游擊手、二壘手
- A·J·波拉克，外野手
- 布瑞特·巴特勒，總教練

## 外部連結
- 官方网站
- Statistics from Baseball-Reference